# كريمسك
كريمسك (الروسية: Крымск) هي إحدى مدن روسيا في الكيان الفدرالي الروسي كراسنودار كراي.

## المناخ
يظهر الجدول التالي التغييرات المناخية على مدار السنة لكريمسك:
| البيانات المناخية لـكريمسك        | البيانات المناخية لـكريمسك | البيانات المناخية لـكريمسك | البيانات المناخية لـكريمسك | البيانات المناخية لـكريمسك | البيانات المناخية لـكريمسك | البيانات المناخية لـكريمسك | البيانات المناخية لـكريمسك | البيانات المناخية لـكريمسك | البيانات المناخية لـكريمسك | البيانات المناخية لـكريمسك | البيانات المناخية لـكريمسك | البيانات المناخية لـكريمسك | البيانات المناخية لـكريمسك |
| الشهر                             | يناير                      | فبراير                     | مارس                       | أبريل                      | مايو                       | يونيو                      | يوليو                      | أغسطس                      | سبتمبر                     | أكتوبر                     | نوفمبر                     | ديسمبر                     | المعدل السنوي              |
| --------------------------------- | -------------------------- | -------------------------- | -------------------------- | -------------------------- | -------------------------- | -------------------------- | -------------------------- | -------------------------- | -------------------------- | -------------------------- | -------------------------- | -------------------------- | -------------------------- |
| متوسط درجة الحرارة الكبرى °م (°ف) | 5.8 (42.4)                 | 5.4 (41.7)                 | 8.4 (47.1)                 | 14.0 (57.2)                | 18.9 (66.0)                | 23.0 (73.4)                | 26.8 (80.2)                | 26.5 (79.7)                | 22.0 (71.6)                | 16.9 (62.4)                | 11.2 (52.2)                | 6.9 (44.4)                 | 15.5 (59.9)                |
| المتوسط اليومي °م (°ف)            | 3.9 (39.0)                 | 3.3 (37.9)                 | 6.2 (43.2)                 | 11.4 (52.5)                | 16.1 (61.0)                | 20.4 (68.7)                | 24.1 (75.4)                | 23.9 (75.0)                | 19.6 (67.3)                | 14.5 (58.1)                | 9.1 (48.4)                 | 5.0 (41.0)                 | 13.2 (55.8)                |
| متوسط درجة الحرارة الصغرى °م (°ف) | 2.1 (35.8)                 | 1.3 (34.3)                 | 3.8 (38.8)                 | 8.5 (47.3)                 | 13.0 (55.4)                | 17.7 (63.9)                | 21.2 (70.2)                | 21.0 (69.8)                | 16.9 (62.4)                | 12.0 (53.6)                | 7.0 (44.6)                 | 3.1 (37.6)                 | 10.6 (51.1)                |
| الهطول مم (إنش)                   | 98 (3.9)                   | 82 (3.2)                   | 76 (3.0)                   | 71 (2.8)                   | 71 (2.8)                   | 84 (3.3)                   | 65 (2.6)                   | 71 (2.8)                   | 80 (3.1)                   | 102 (4.0)                  | 111 (4.4)                  | 83 (3.3)                   | 994 (39.2)                 |
| المصدر: Krasnodar-meteo.ru        |                            |                            |                            |                            |                            |                            |                            |                            |                            |                            |                            |                            |                            |

## أعلام
- ألكسندر بوغومولوف